# Kitschmenga
Die Kitschmenga (russisch Ки́чменьга, Ки́чменга) ist ein linker Nebenfluss des Jug am Nordwestrand des Nordrussischen Landrückens in der Oblast Wologda in Nordwestrussland.
Die Kitschmenga entspringt in einem Sumpfgebiet nordwestlich von Kalinowskaja. Sie fließt in einem weiten Bogen zuerst nach Norden, dann nach Westen, dann nach Süden und schließlich nach Osten. Nach
208 km trifft sie bei Kitschmengski Gorodok auf den von Süden kommenden Jug. Die Kitschmenga entwässert ein Areal von 2330 km². Zwischen November und April ist der Fluss von einer Eisschicht bedeckt. Das anschließende Frühjahrshochwasser leistet einen maßgeblichen Beitrag zum Jahresabfluss. Der mittlere Abfluss am Pegel Sacharowo, 20 km oberhalb der Mündung, beträgt 17,7 m³/s. Wichtigster Nebenfluss ist die Swetiza von rechts.